# 수액 (식물학)

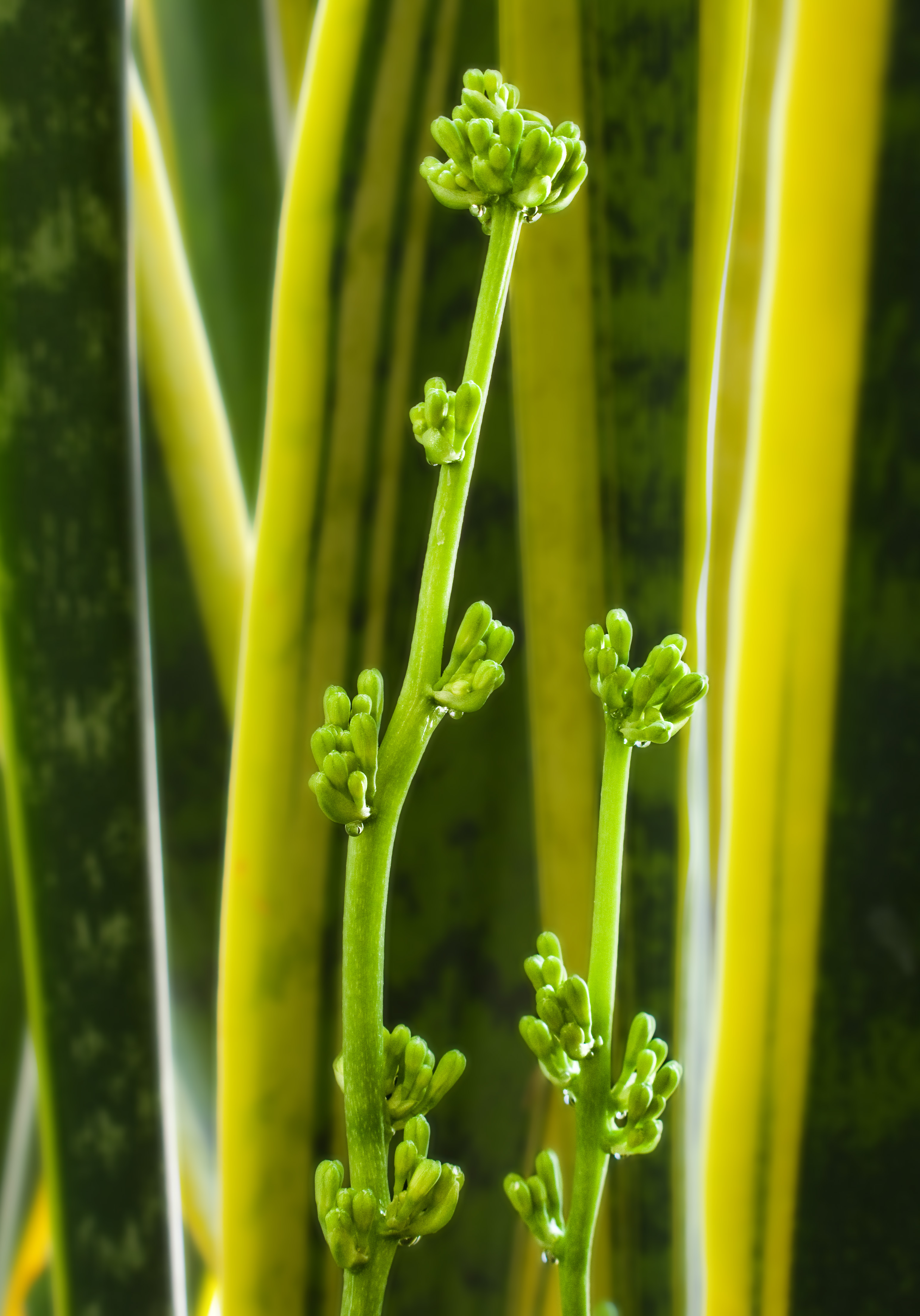
수액이 떨어지는 모습

수액(sap)은 식물의 물관부 세포 또는 체관부 요소로 운반되는 액체이다. 이 세포는 식물 전체에 물과 영양분을 운반한다.
수액은 라텍스, 나뭇진 또는 세포 수액(cell sap)과 다르다. 이는 별도의 물질로, 별도로 생산되며, 각기 다른 구성 요소와 기능을 갖고있다.
곤충의 감로 (분비물)는 특히 나무에서 떨어질 때 수액이라고 부르지만, 이는 먹은 수액과 다른 식물 부분의 잔여물일 뿐이다.

## 같이 보기
- 일액현상
- 라텍스
- 나뭇진